# Хемсен
Хемсен (њем. Heemsen) општина је у њемачкој савезној држави Доња Саксонија. Једно је од 36 општинских средишта округа Нинбург (Везер). Према процјени из 2010. у општини је живјело 1.735 становника. Посједује регионалну шифру (AGS) 3256012.

## Географски и демографски подаци
Хемсен се налази у савезној држави Доња Саксонија у округу Нинбург (Везер). Општина се налази на надморској висини од 23 метра. Површина општине износи 39,4 km². У самом мјесту је, према процјени из 2010. године, живјело 1.735 становника. Просјечна густина становништва износи 44 становника/km².

## Међународна сарадња
| Мјесто | Држава    | Врста сарадње | Од    |
| ------ | --------- | ------------- | ----- |
|        | Француска | партнерство   | 1982. |
| Извор  |           |               |       |